# Tropheryma whipplei
Genre
Espèce
Tropheryma whipplei est une espèce de bactéries à Gram positif, découverte en 1991 par PCR. C'est une bactérie intracellulaire stricte qui ne peut pas survivre ou se répliquer en dehors du cytoplasme d'une cellule eucaryote. 
Elle est l'agent causal de la maladie de Whipple classique et de ses autres formes. Elle cible les macrophages et survit donc à pH acide.
La transmission est oro-fécale.